# Dekanat żniński
Dekanat żniński – jeden z 30 dekanatów archidiecezji gnieźnieńskiej z siedzibą w Żninie.

## Parafie
- Parafia pw. św. Katarzyny Aleksandryjskiej w Brzyskorzystwi
- Parafia pw. św. Mikołaja w Cerekwicy
- Parafia pw. św. Jana Chrzciciela w Chomiąży Szlacheckiej
- Parafia pw. św. Mikołaja w Gąsawie
- Parafia pw. Wszystkich Świętych i św. Rocha w Gorzycach
- Parafia pw. Nawiedzenia NMP i Wszystkich Świętych w Kierzkowie
- Parafia pw. Narodzenia NMP w Wenecji
- Parafia pw. św. Floriana w Żninie
- Parafia pw. św. Marcina w Żninie
- Parafia pw. NMP Królowej Polski w Żninie